# Советские войска в Монголии
Советские (российские) войска в Монголии (монг. Зөвлөлтийн зэвсэгт хүчний цэргийн ангиуд монголд) — обобщающее название различных формирований РККА, ВС СССР и ВС РФ находившихся в различные периоды времени на территории Монголии и Монгольской Народной Республики.
Впервые советские войска были введены в Монголию в 1921 году в период гражданской войны в России и Монгольской народной революции в целях ликвидации Белого движения, имевшего плацдарм на территории этой страны. В марте 1925 года Советский Союз вывел войска из МНР.
В дальнейшем войска вводились в 1932 году для подавления Хубсугульского восстания, в 1937 году, что было связано с необходимостью отражения японской агрессии против союзного монгольского государства и в 1967 году для выполнения задач по обороне страны от потенциальной военной угрозы КНР. Размещённые на территории Монголии войска СССР, в отличие от дислокации в других союзных странах, не формировали так называемую «группу войск», «группировку» или «контингент», а непосредственно подчинялись центру или Забайкальскому военному округу.

## Протокол 1936 года
В январе 1936 г. в обстановке возросшей угрозы нападения на МНР со стороны милитаристской Японии правительство Монголии обратилось к правительству СССР с просьбой об оказании военной помощи. В феврале того же года Советское правительство заявило, что Советский Союз поможет МНР защитить её от японской агрессии. Вслед за этим 12 марта в Улан-Баторе был подписан советско-монгольский протокол о взаимной помощи сроком на 10 лет, который заменил собой соглашение 1934 г. В соответствии с указанным протоколом на территории Монголии были размещены советские войска. К 25 мая 1939 г. численность этих войск, входивших в 57-й отдельный стрелковый корпус и принимавших участие в первых боях на Халхин-Голе, составляла 5 544 человек, из них 523 командира и 996 младших командиров.— РГВА. Ф. 37977, оп. 1, д. 101, л. 20
12 марта 1936 года в Москве был подписан Протокол о взаимной помощи между Монголией и СССР (протокол был подписан как с суверенным государством, хотя по советско-китайскому соглашению 1924 года Монголия признавалась частью Китая):
Правительства Союза Советских Социалистических Республик и Монгольской Народной Республики решили оформить в виде настоящего Протокола существующее между ними с 27 ноября 1934 года соглашение, предусматривающее взаимную поддержку всеми мерами в деле предотвращения и предупреждения угрозы военного нападения, а также оказания друг другу помощи и поддержки в случае нападения какой-нибудь третьей стороны на Союз Советских Социалистических Республик или Монгольскую Народную Республику, — для каковой цели и подписали настоящий Протокол.
С т а т ь я I. В случае угрозы нападения на территорию Союза Советских Социалистических Республик или Монгольской Народной Республики со стороны третьего государства, Правительства Союза Советских Социалистических Республик и Монгольской Народной Республики обязуются немедленно обсудить совместно создавшееся положение и принять все те меры, которые могли бы понадобиться для ограждения безопасности их территории.
С т а т ь я II. Правительства Союза Советских Социалистических Республик и Монгольской Народной Республики обязуются в случае военного нападения на одну из Договаривающихся Сторон оказать друг другу всяческую, в том числе и военную помощь.
С т а т ь я III. Правительства Союза Советских Социалистических Республик и Монгольской Народной Республики считают само собой разумеющимся, что войска одной из сторон, находящихся по взаимному соглашению на территории другой стороны, в порядке выполнения обязательств, изложенных в статьях I или II, будут выведены с соответствующей территории незамедлительно по миновании в том надобности, подобно тому как это имело место в 1925 году в отношении вывода советских войск с территории Монгольской Народной Республики.
С 1937 года в соответствии с этим протоколом на территории Монголии были развёрнуты части Красной Армии ВС СССР. Основным источником для их временного пополнения являлся 11-й механизированный корпус, дислоцированный в Забайкалье, из которого в течение двух лет проходило откомандирование на определённое время воинских частей и соединений.
Так из состава 6-й механизированной бригады 11-го мехкорпуса были откомандированы стрелково-пулемётный батальон, артиллерийская батарея и разведывательная рота. Из состава 32-й механизированной бригады 11-го мехкорпуса был откомандирован 3-й танковый батальон.
В январе 1936 года на базе 3-го танкового батальона 32-й мехбригады, стрелкового батальона 6-й мехбригады был сформирован моторизованный броневой полк, убывший на территорию Монголии. В октябре 1936 года личный состав броневого полка, оставив материальную часть, вернулся обратно, а в Монголию убыл личный состав, подготовленный в 11-м мехкорпусе.
По директиве Военного Совета ЗабВО № 48593 от 16 августа 1937 года 32-я механизированная бригада 11-го мехкорпуса переименована в особую механизированную бригаду и включена в состав 57-го особого стрелкового корпуса с местом дислокации на территории МНР. За три недели особая мехбригада совершила марш с места дислокации в Улан-Удэ в Ундурхан, к 7 сентября 1937 года головная походная застава мехбригады вышла к Чайрену, а к 14 сентября бригада в полном составе прибыла своим ходом в Ундурхан.
29 августа 1937 года в Монголию был откомандирован отдельный батальон связи 11-го механизированного корпуса.

## Сражение на Халхин-Голе
В апреле-сентябре 1939 года советские войска (57-й особый корпус, реорганизованный в 1-ю армейскую группу) участвовали в вооружённом конфликте у реки Халхин-Гол с Квантунской армией на востоке Монголии, на границе с Маньчжурией (марионеточным государством Манчжоу-Го). К 31 августа территория Монгольской Народной Республики была полностью очищена от японских войск. 15 сентября 1939 года было подписано соглашение между Советским Союзом, МНР и Японией о прекращении военных действий в районе реки Халхин-Гол.

## 1940—1945 годы

### 39-я армия
1 мая 1945 года 39-я армия была выведена в резерв Ставки ВГК, затем передислоцирована в Монголию, и 20 июня включена в Забайкальский фронт. В его составе участвовала в советско-японской войне 1945 года. В ходе Хингано-Мукденской фронтовой наступательной операции войска армии нанесли удар из Тамцаг-Булагского выступа по войскам 30-й и левому флангу 4-й отдельной японских армий. Разгромив войска противника, прикрывавшие подступы к перевалам Большого Хингана, армия овладела Халун-Аршанским укрепленным районом. Развивая наступление на Чанчунь, продвинулась с боями на 350—400 км и к 14 августа вышла в центральную часть Маньчжурии.

## Ухудшение советско-китайских отношений

### 1960-е годы
К концу 1960-х годов Народно-освободительная армия Китая (НОАК) создала мощную северную группировку, в составе которой к концу 1960-х насчитывалось девять общевойсковых армий (44 дивизии, из них 33 полевые и 11 — механизированные). Они имели в своём составе более 4,3 тыс. танков и 10 тыс. орудий и ракетных установок. В резерве группировки находились формирования народного ополчения численностью до 30 пехотных дивизий, по выучке и боеготовности практически не уступавшие регулярным войскам, не говоря уже о возможностях восполнения потерь за счёт поистине неисчислимых людских ресурсов. Такая группировка позволяла НОАК расположить войска вдоль всей границы с плотностью до роты на каждые 200—300 метров фронта.
Противостоявшие китайскому воинству силы ДВО и ЗабВО выглядели несопоставимо слабее. До того времени Китай считался надёжным союзником, на поддержку которого направлялись немалые средства. Боевой потенциал нависшей над советской границей НОАК составляли почти исключительно военная техника и оружие советских образцов. К этому времени Забайкалье давно уже считалось тыловым и снабжалось по «остаточному» принципу. Имевшиеся на границе укрепления и оборонительные линии строились и оснащались ещё в предвоенные годы, когда работами здесь руководил Карбышев (тогда ещё в звании инженер-полковника). К тому же край не обошли знаменитые хрущёвские «решения проблемы разоружения», и в ходе сокращений армии даже эти немногочисленные силы подверглись порядочному «урезанию» (излишне говорить, что эти мероприятия проводились в одностороннем порядке). Мотострелковые полки сокращались до батальонов, артиллерийские — до дивизионов, три танковые дивизии (13-я, 111-я, и 5-я гвардейская) были расформированы, а управление 6-й гвардейской танковой армии выведено за Урал. В итоге округ располагал лишь армейским корпусом (Борзинским), а прежде достаточно мощная воздушная армия к началу 1964 года была сокращена до отдела авиации ЗабВО. Очевидным было и то, что китайские военные хорошо представляли себе состояние войск и военную инфраструктуру Забайкалья. По оценкам специалистов ГРУ и Оперативного управления Генштаба, в случае полномасштабных боевых действий наступающие фронты китайцев в считанные дни смогли выйти на свои оперативные рубежи, продвигаясь вперёд с темпом 15—20 км/ч и до 200—250 км за сутки. Степной характер местности был на руку противнику — редкие перелески и малое число рек и других естественных препятствий делали возможным после прорыва границы развитие наступления в любом направлении.
Потребовались быстрые и решительные меры по исправлению положения. Без особого афиширования Правительство и Министерство обороны СССР предприняли ряд мер по восстановлению обороноспособности районов граничащих с беспокойным соседом.
С лета 1967 года началась передислокация войск из центральных округов на Дальний Восток и в Забайкалье, в первую очередь — танковых и мотострелковых соединений. Из Прибалтики в ДВО прибыла 21-я гв. тд, из Ленинградского военного округа в состав ЗабВО — 2-я гв. тд. Здесь же дислоцировались 5-я гв. тд, 32-я тд, 66-я тд, 49-я и 111-я тд. К началу 1970-х годов в ЗабВО армейский корпус был развёрнут в 39-ю общевойсковую армию, одновременно на территории Монголии сформировали передовую группировку из состава 39-й армии. Общее число танковых соединений на границе с Китаем достигло семи (включая одну учебную дивизию), в каждом из них имелось более 330 танков.
В соответствии с директивой МО СССР от 22 июля 1967 года в ЗабВО были собраны два десятка авиаполков, сведённых в 23-ю воздушную армию. Преобладание в них ударной бомбардировочной и истребительно-бомбардировочной авиации в изрядной мере позволяло компенсировать численный перевес противостоящей группировки, благо в «диких степях Забайкалья» те становились для авиации сравнительно лёгкой добычей.

### 1970—1980-е годы

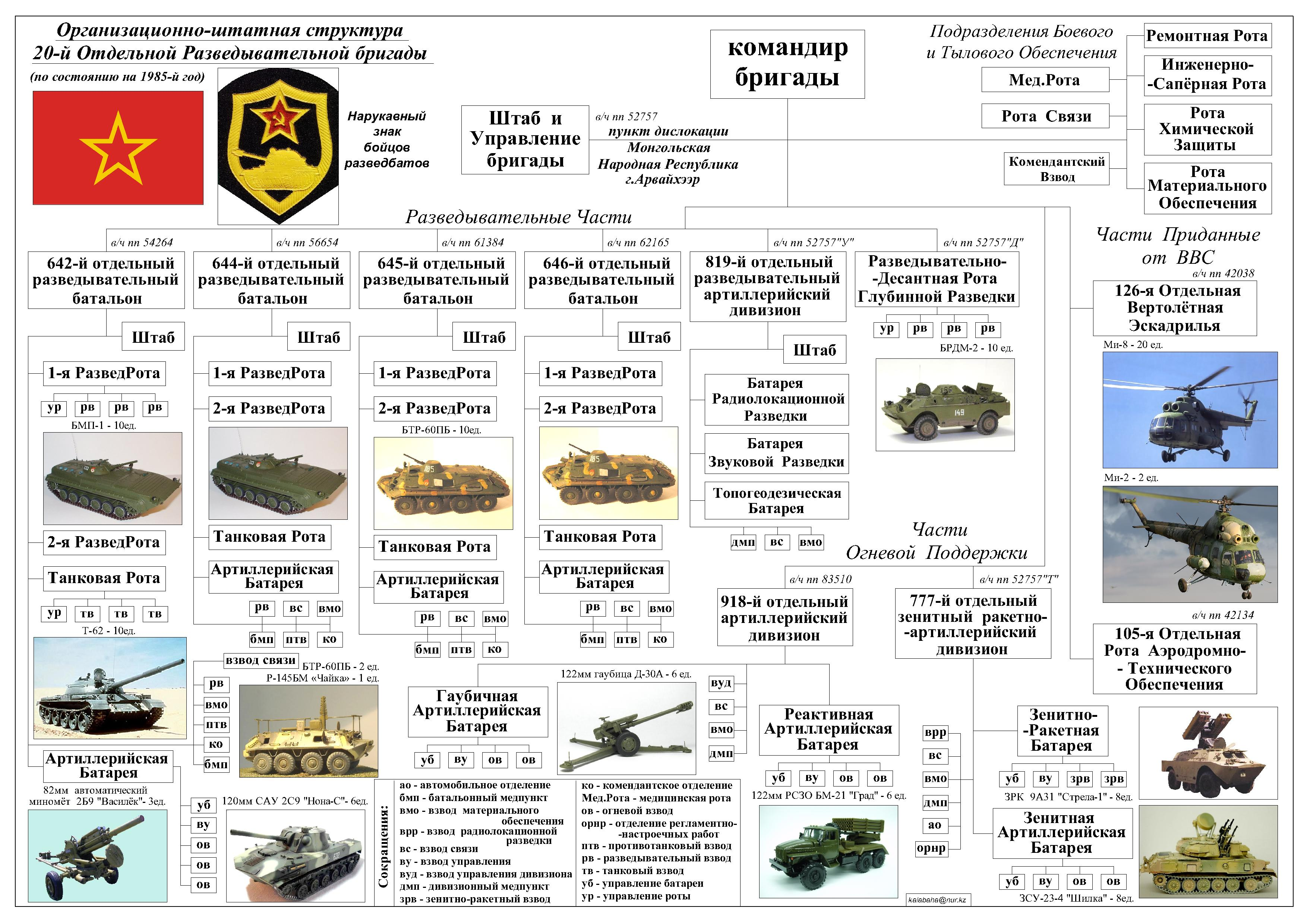
Организационно-штатная структура 20-й Отдельной разведывательной бригады (г. Арвайхээр) на 1985-й год

39-я общевойсковая армия, штаб которой находился в Улан-Баторе, включала в себя две танковые дивизии, три мотострелковые дивизии, разведывательную бригаду, две зенитно-ракетные бригады, радиотехническую бригаду, отдельный полк связи, два инженерных полка, десантно-штурмовой батальон, батальон РЭБ, отдельный вертолётный полк, отдельный радиобатальон.
Территориально войска ЗабВО дислоцировались:
- 36-я армия (три дивизии и четыре укрепрайона) в Читинской области. Преимущественно вдоль границы с Китаем, там же, на Амурском выступе, стояла отдельная десантно-штурмовая бригада;
- 29-я армия (пять дивизий) на территории Бурятии и Иркутской области;
- 48-й отдельный армейский корпус (две бригады — танковая и механизированная и шесть полков) на территории Бурятии на границе с Монголией;
- 39-я армия (пять дивизий, в том числе две танковых) на территории Монголии. Здесь же базировался авиационный корпус воздушной армии в составе двух дивизий (истребительная и истребительно-бомбардировочная).

Остальные соединения и части округа размещались по всей территории округа, вплоть до Якутска (отдельный строительный полк) и Тикси (авиационная экспедиция и части спецназа).
Наиболее сильная по своему составу группировка войск была сосредоточена на территории Монголии. Здесь кроме войск 39-й армии и авиационного корпуса размещались зенитно-ракетная дивизия ПВО, отдельная бригада заграждений и разграждений (десять батальонов) — единственная в Вооруженных Силах, отдельная бригада связи, зенитно-ракетная техническая база и ряд других частей. Всего на территории Монголии было свыше 100 тыс. военнослужащих округа.
Вторая по численности и боевому потенциалу группировка войск дислоцировалась на территории Читинской области. Здесь кроме войск 36-й армии стояли две учебные дивизии, ракетная бригада округа, бригада связи, отдельный инженерно-саперный полк, бригады корпуса ПВО и артиллерийская бригада большой мощности, части воздушной армии (истребительно-бомбардировочная дивизия, два отдельных разведывательно-авиационных полка, вертолетный полк) и отдельная десантно-штурмовая бригада (шесть отдельных батальонов и два вертолетных полка). 29-я армия и некоторые части окружного подчинения составляли как бы второй эшелон, размещаясь за войсками 39-й армии.

## Вывод военной группировки с территории Монголии
4 февраля 1989 года было подписано советско-китайское соглашение о сокращении численности войск на границе. 15 мая 1989 года советское руководство заявило о частичном, а затем о полном выводе 39-й армии Забайкальского военного округа из Монголии. В состав армии входили две танковые и три мотострелковые дивизии — более 50 тыс. военнослужащих, 1816 танков, 2531 бронемашина, 1461 артиллерийская система, 190 самолётов и 130 вертолётов.
Вывод войск из Монголии занял 28 месяцев. 25 сентября 1992 года было официально объявлено о завершении вывода войск (к тому моменту, уже не советских, а российских). Последние российские солдаты покинули Монголию в декабре 1992 года.

## Дальнейшее военное сотрудничество
21 мая 2008 года в Монголии с визитом находился министр обороны Российской Федерации, который был принят президентом Н. Энхбаяром и провел переговоры со своим коллегой Ж. Батхуягом. Подписана и реализуется среднесрочная программа военно-технического сотрудничества. По согласованному графику начались поставки в Монголию военной техники и вооружения из наличия Минобороны России.
3—4 ноября 2008 года, принимавший участие в церемонии открытия в Улан-Баторе отреставрированного мемориального комплекса Г. К. Жукова, Первый заместитель Начальника Генерального штаба Вооружённых Сил Российской Федерации А. Г. Бурутин был принят Премьер-министром Монголии С. Баяром, Министром обороны Л. Болдом и Начальником Генштаба Вооружённых Сил Монголии Ц. Тогоо. 29 декабря 2008 года Министр обороны России имел беседу со своим монгольским коллегой Л. Болдом, находившимся проездом в Москве.
В ноябре 2008 года по инициативе монгольской стороны и по решению Правительств Монголии и России на территории Монголии в аймаках Орхон и Туве в течение месяца прошли совместные армейские полевые учения под названием «Дархан-1». Российские войска прибыли в Монголию двумя эшелонами в 128 вагонах, с 199 единицами военной техники. В учениях приняли участие 250 монгольских и 450 российских солдат, старшин и офицеров.
В августе 2009 года прошли совместные полевые учения Монголии и России по миротворческим операциям с кодовым названием «Дархан-2». В них участвовали по 300 военнослужащих и специалистов ВС Монголии и России. Акция прошла в ходе реализации задач, предусмотренных в программе развития Вооруженных сил до 2015 года. Договорённость о проведении «Дархан-2» была достигнута во время визита министра обороны Монголии Л. Болда и начальника Генштаба Вооружённых Сил Монголии Ц. Тогоо в Россию. Полевые учения были нацелены на повышение вооружения, технической готовности, подготовки воинских частей и подразделений, участвующих в международных миротворческих операциях.
С 1 по 15 сентября 2010 года на общевойсковом полигоне «Бурдуны» (Республика Бурятия) прошли российско-монгольские тактические учения с боевой стрельбой «Дархан-3». С российской стороны в них приняло участие мотострелковое соединение Сибирского военного округа (СибВО) под командованием полковника Владимира Жилы. В ходе мероприятий были отработаны на практике вопросы блокирования и уничтожения иррегулярных вооружённых формирований на территориях Российской Федерации и Монголии, эвакуации и восстановления вышедшего из строя вооружения и военной техники. На учения привлекались до тысячи военнослужащих и до 200 единиц техники Вооружённых сил России и Монголии.